# Rezerwat przyrody Góra Św. Anny
Rezerwat przyrody Góra Św. Anny – rezerwat przyrody nieożywionej na terenie powiatu strzeleckiego, w gminie Leśnica. Rezerwat znajduje się w miejscowości Góra Św. Anny, ok. 40 m poniżej szczytu Chełmskiej Góry na jej południowo-zachodnim zboczu (pomiędzy klasztorem a zajazdem). Rezerwat położony jest w Parku Krajobrazowym Góra Św. Anny oraz w obszarze Natura 2000 „Góra Świętej Anny”.
Obszar chroniony utworzony został w 1972 roku w celu zachowania ze względów naukowych i dydaktycznych rzadkich profili oraz zjawisk geologicznych związanych z działającym tu przed 27 milionami lat wulkanem.
Na mocy obowiązującego planu ochrony ustanowionego w 2016 roku, rezerwat na całej swojej powierzchni (2,69 ha) podlega ochronie czynnej. Podjęto ją ze względu na zagrożenie zarastania terenów rezerwatu, zwłaszcza przez zarośla ligustru pospolitego. W tym celu m.in. od 2018 r. prowadzony jest na terenie rezerwatu wypas stada owiec.

## Rzeźba terenu i szata roślinna
Rezerwat obejmuje fragment nieczynnego kamieniołomu nefelinitu i wapienia, gdzie zachowały się pozostałości zjawisk wulkanicznych. Erupcja wulkanu miała miejsce w okresie alpejskich ruchów górotwórczych i wypiętrzania się zrębu Chełma. Jej pozostałościami w obrębie rezerwatu są tufy wulkaniczne (w tym w centrum rezerwatu stożek popiołów chroniony jako pomnik przyrody), bomby (o zabarwieniu brunatnoczerwonym i wrzecionowatym kształcie) i żyły nefelinitowe oraz słupy nefelinitowe (o średnicy 5–15 cm, rzadziej 20–30 cm) wnikające w wapienie triasowe i w piaskowce kredowe. W strefie styku środkowotriasowych i górnokredowych skał osadowych z utworami wulkanicznymi obserwować można zjawiska metamorfizmu kontaktowego.
Poza osobliwościami geologicznymi na terenie rezerwatu znajdują się również liczne stanowiska rzadkich gatunków roślin. Spis flory liczy 175 roślin naczyniowych, tworzących m.in. murawy kserotermiczne i zbiorowiska naskalne z zanokcicą murową i skalną.

## Udostępnienie turystyczne
W sąsiedztwie granic rezerwatu biegnie ścieżka przyrodniczo-dydaktyczna „Wokół góry Św. Anny”, a teren samego rezerwatu udostępniony został w ramach ścieżki „Po rezerwacie geologicznym”.